# Monmouth (Illinois)
Monmouth és una població dels Estats Units a l'estat d'Illinois. Segons el cens del 2000 tenia 9.841 habitants.

## Demografia
Segons el cens del 2000, Monmouth tenia 9.841 habitants, 3.688 habitatges, i 2.323 famílies. La densitat de població era de 942,8 habitants/km².
Dels 3.688 habitatges en un 29,6% hi vivien nens de menys de 18 anys, en un 47,7% hi vivien parelles casades, en un 11,5% dones solteres, i en un 37% no eren unitats familiars. En el 32,1% dels habitatges hi vivien persones soles el 14,9% de les quals corresponia a persones de 65 anys o més que vivien soles. El nombre mitjà de persones vivint en cada habitatge era de 2,37 i el nombre mitjà de persones que vivien en cada família era de 2,99.
Per edats la població es repartia de la següent manera: un 23% tenia menys de 18 anys, un 17,1% entre 18 i 24, un 24,1% entre 25 i 44, un 20,3% de 45 a 60 i un 15,5% 65 anys o més.
L'edat mediana era de 34 anys. Per cada 100 dones de 18 o més anys hi havia 85,3 homes.
La renda mediana per habitatge era de 33.641 $ i la renda mediana per família de 41.004 $. Els homes tenien una renda mediana de 30.006 $ mentre que les dones 20.144 $. La renda per capita de la població era de 15.839 $. Aproximadament el 8% de les famílies i l'11,1% de la població estaven per davall del llindar de pobresa.

## Poblacions més properes
El següent diagrama mostra les poblacions més properes.